# Sis dies de Burnaby
Els Sis dies de Burnaby va ser una cursa de ciclisme en pista, de la modalitat de sis dies, que es corria a Burnaby (Canadà). De manera professional es va començar a disputar el 2007, però ja abans s'havien corregut en categoria inferiors.

## Palmarès
| Any  | Primers                   | Segons                          | Tercers                        |
| ---- | ------------------------- | ------------------------------- | ------------------------------ |
| 2007 | Zachary Bell · Svein Tuft | Kenny Williams · Tyler Farrar   | Austin Carroll · Cody O'Reilly |
| 2008 | Zachary Bell · Svein Tuft | Michael Friedman · Colby Pearce | Kenny Williams · Kirk O'Bee    |